# Thesium diversifolium
Thesium diversifolium är en sandelträdsväxtart som beskrevs av Otto Wilhelm Sonder. Thesium diversifolium ingår i släktet spindelörter, och familjen sandelträdsväxter. Inga underarter finns listade i Catalogue of Life.